# Леон Хуа
Леон Хуа (фр. Léon Houa, 8. новембар 1867. — 1. јануар 1918) бивши је белгијски бициклиста у периоду од 1892. до 1896, након чега се такмичио као аутомобилиста. Освојио је прва три издања класика Лијеж—Бастоњ—Лијеж и прво национално првенство Белгије у друмској вожњи, док је једном освојио критеријум Мастрихт и завршио национално првенство на писти на другом мјесту. Познат је као први белгијски професионални бициклиста.
Након бициклизма, возио је трке аутомобилима, а од 1910. возио је за Рено. Погинуо је у несрећи током аутомобилске трке Ронде ван Белгије 1918.

## Каријера
Каријеру је почео 1892, као аматер и освојио је прво издање класика Лијеж—Бастоњ—Лијеж, који се тада звао Лијеж—Бастоњ и назад, а вожен је од Спа до жељезничке станице у Бастоњу и назад до Спа. Трка је почела у 5:40 ујутру, учествовло је 33 возача, а учешће је било дозвољено само аматерима. Већ на првом успону — Коте де Евај, Хуа је био испред свих осталих. Након доласка у Бастоњ, возачи су се враћали истим путем у Лијеж, а на путу назад, прошао је поред више возача, који су заостајали преко сат времена. Побиједио је након 10 сати, 48 минута и 32 секунде, остваривши просјечну брзину од 23 километра на сат, возећи бицикл који је био тежак 11.6 kg. Другопласирани — Леон Лест, завршио је 22 минута иза, док су тројица последњепласираних возача завршила преко пет сати иза, а многи су одустали у Бастоњу и вратили се назад возом. Крајем године, завршио је на другом мјесту на националном првенству у друмској вожњи, скоро пет минута иза Артура Геноа.
Године 1893, освојио је Лијеж—Бастоњ—Лијеж други пут заредом, 30 минута испред Мишела Борисовског, док је неколико дана касније завршио на другом мјесту на трци Лијеж—Спа—Лијеж, осам минута иза Шарла Делбека. У финишу сезоне, освојио је првенство Белгије у друмској вожњи за аматере. Белгијска федерација оптужила га је за професионализам, јер је прихватио новац за употребу одређене марке гума и дисквалификовала је из такмичења.
Године 1894, белгијска федерација је прихватила професионалце, а Хуа је постао први белгијски професионални бициклиста. Исте године, дозвољено је професионалцима да возе Лијеж—Бастоњ—Лијеж и Хуа га је освојио поново, трећу годину заредом, седам минута испред Луиса Раскинеа, док је Морис Гарен, који је касније постао први побједник Тур де Франса, завршио на четвртом мјесту. У наставку сезоне, завршио је на другом мјесту првенство Белгије на писти, у дисциплини спринт 10 km, завршивши иза Алфонса Герета. Крајем године, освојио је прво првенство Белгије у друмској вожњи за професионалце, четири минута испред Алексеја Шмита, поставши тако први побједник првенства Белгије у друмској вожњи.
Након три године, Лијеж—Бастоњ—Лијеж је прекинут и није вожен 14 година. Хуа је освојио критеријум Мастрихт 1896, након чега је прешао да се такмичи у аутомобилизму.

## Смрт
Након завршетка каријере у бициклизму, возио је аутомобиле, а од 1912. возио је за тим Рено. Погинуо је у несрећи током аутомобилске трке Ронде ван Белгије 1918, са 50 година.